# Ministerio de Relaciones Exteriores y Culto (Haití)
El Ministerio de Relaciones Exteriores y Culto es un ministerio encargado de las relaciones exteriores de Haití. El anterior Ministro de Asuntos exteriores en funciones fue Bocchit Edmond, el actual es Jean Victor Geneus.

## Ministros
- Bocchit Edmond (2018-2020)
- Claude Joseph (2020-)
- Jean Victor Geneus[2]